# Naarda
Naarda es un extenso género de polillas pertenecientes a la familia Erebidae que actualmente abarca 108 especies. El género fue inicialmente descrito por Francis Walker en 1866,perteneciente a la familia Erebidae. De apariencia algo rojiza, este género se distingue por su tórax y abdomen generalmente delgados y sus palpos labiales rectos y rectos. La mayoría de las especies son de un color tostado claro, pero el sombreado puede alcanzar tan profundo como el carbón, con estigmas orbiculares reniformes, llamativos, de color amarillo fangoso, que aparecen en las alas anteriores, a veces reflejados bilateralmente en la parte superior. (Aunque estos pueden ser significativamente más diminutos y sucesivamente anulares).

## Descripción
Son polillas pequeñas y delgadas con una envergadura de las alas oscila entre 19 y 22 mm, dependiendo de la especie.
Las antenas son filiformes, ciliadas o erizadas. Las ramas de la antena son, en el máximo de su ancho, de 9 a 10 veces más largas que el eje de la antena. Los segmentos apicales de las antenas carecen de ramas. En las hembras, las cerdas son siempre más cortas y menos densas que en los machos. 
Los palpos labiales son rectos, alargados y fácilmente reconocibles de ambos sexos. Suelen ser de 2 a 5 veces más largos que el diámetro del ojo, con el segmento terciario comparativamente más largo. Las alas anteriores son relativamente anchas con costa recta y uniforme, hay diferencias sustanciales presentes en el sexo masculino de estas polillas.
La probóscide está bien desarrollada. No hay ojos simples. En los muslos o la parte inferior de las piernas de los machos a veces hay manchas de escamas alargadas y muy densas, que sirven como órgano olfativo. Las alas pueden ser de color marrón grisáceo, amarillo amarillento o casi negras. Las manchas redondeadas y en forma de riñón en las alas suelen ser amarillentas, a menudo con un borde oscuro. 

### Machos

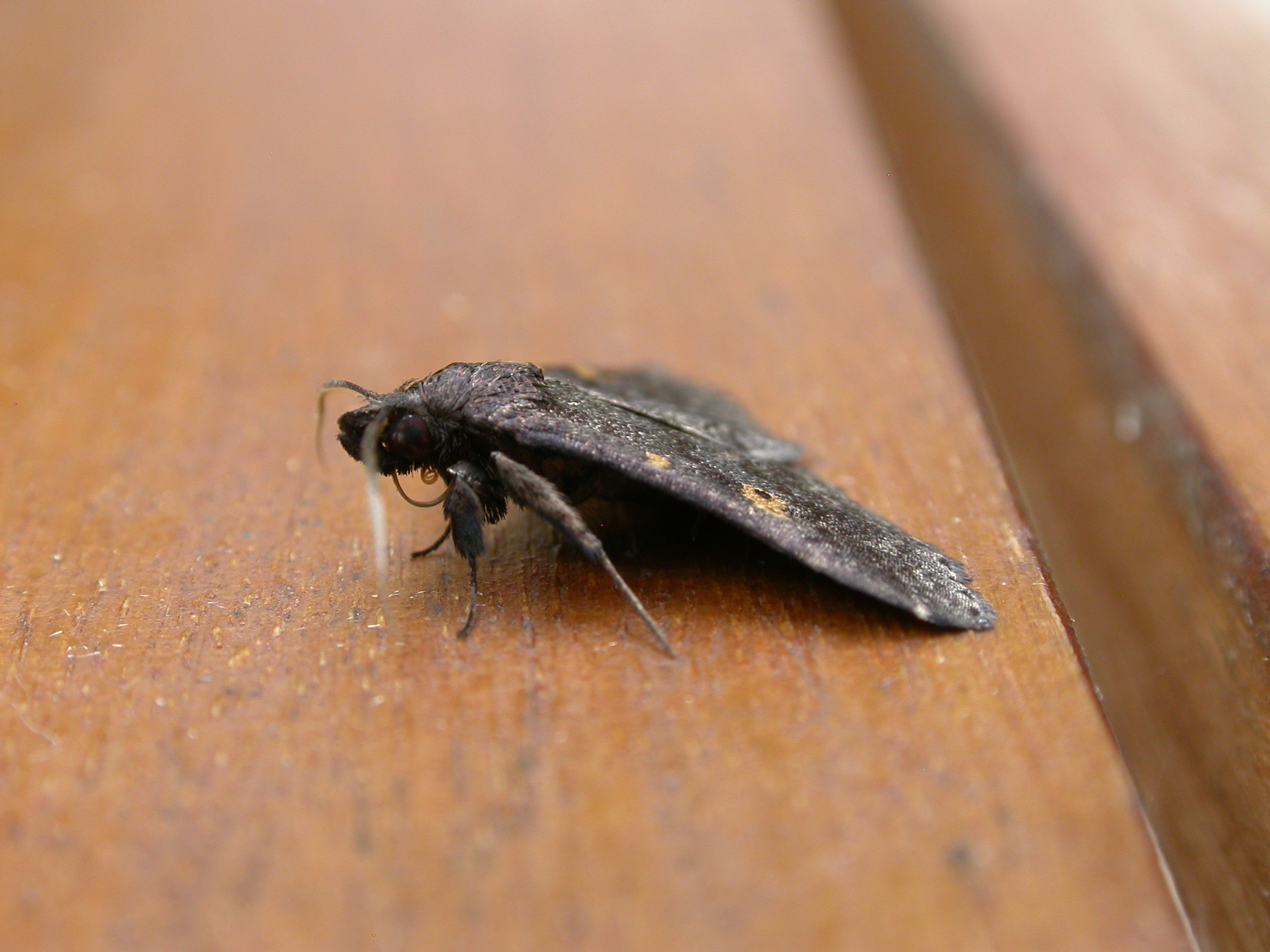
Especie Naarda xanthonephra con detalles del rostro y patas.

La autapomorfia más destacada es la estructura del uncus, que se asemeja a la cabeza de un pájaro de pico largo. El uncus cuenta con un bulbo dorsal subbasal grande y redondeado que lleva una espina frontal pequeña y aguda y un gran grupo de velos largos separados (en forma de mechón), y una sección distal redondeada, larga, recta y atípicamente dilatada.
Otros rasgos recurrentes del aparato de sujeción en todo el género Naarda incluyen su tegumen que es sustancialmente ancho. La transtilla es robusta y bien desarrollada; y las válvulas, generalmente triangulares, de anchura variable. Toda la estructura se parece a la forma de un pájaro volador.
El falo es corto, recto y grueso; la vesica tiene forma inflada y basalmente ancha. En la mayoría de las especies, el conducto eyaculador se dirige hacia adelante en el eje del falo. El cornutus es de tamaño variable.

## Distribución
De las 108 especies conocidas, prácticamente la totalidad han sido descubiertas en Asia, el sudeste asiático y África, pero unas pocas se encuentran en la región norte de Australia.
Países donde se ha documentado el género Naarda:
- Angola[9]
- Australia[10]
- Borneo[11]
- Burma[5]
- Celebes[12]
- China[13]
- India[14]
- Indonesia[5]
- Japan[3]
- Laos[15]
- Madagascar[16]
- Malawi[17]
- Nepal[18]
- Nueva Guinea[19]
- Nigeria[20]
- Filipinas[21]
- Somalia[22]
- Sudáfrica[17]
- Sri Lanka[23]
- Sumatra[3]
- Taiwan[7]
- Tanzania[22]
- Uganda[22]
- Vietnam[24]

## Lista de especies
- Naarda abnormalis Hampson, 1912

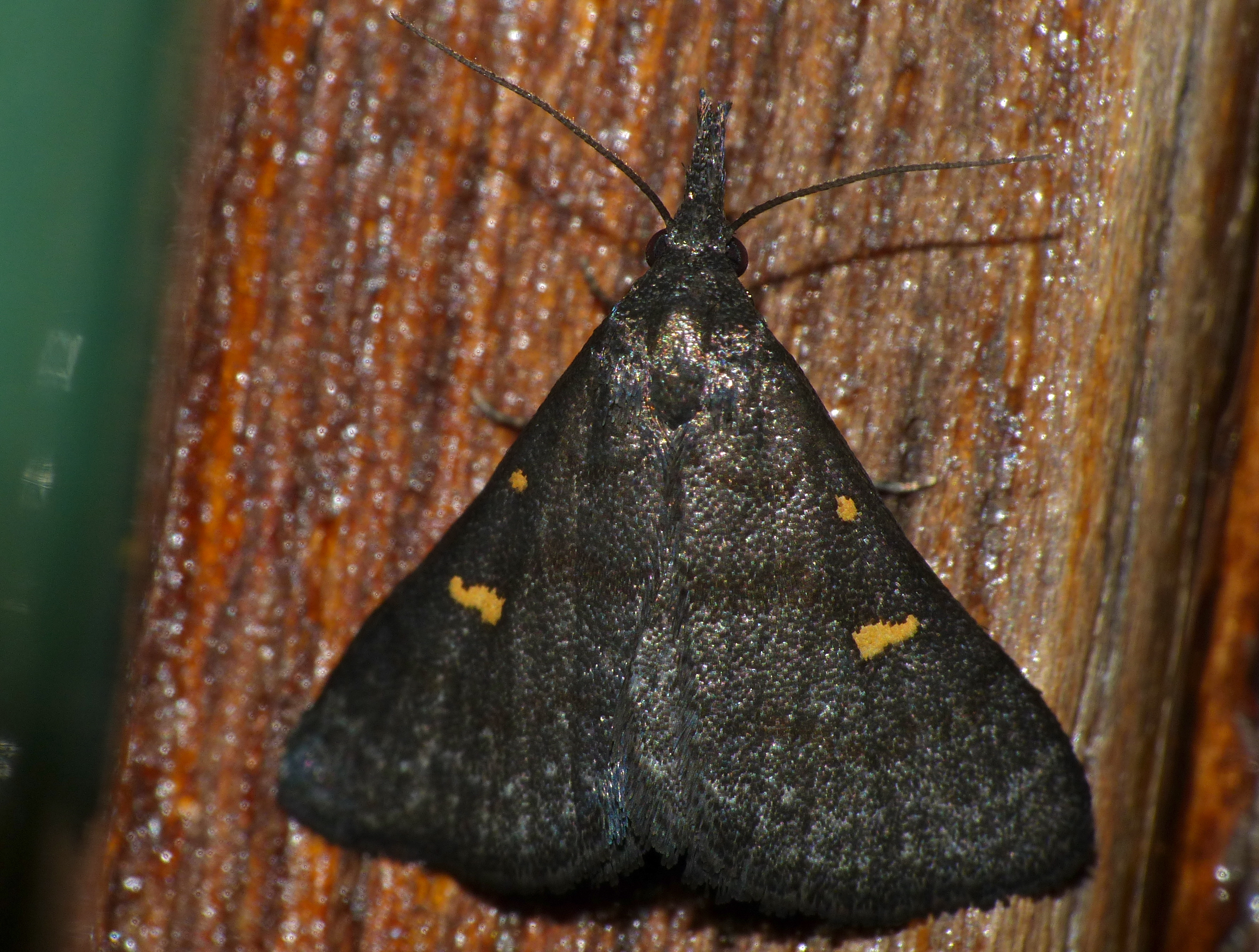
Esepcie Naarda no identificada. La mayor parte de especies deben ser identificadas por su morfología genital.

- Naarda acolutha Holloway, 2008 (Borneo)
- Naarda albopunctalis Rothschild, 1915 (Nueva Guinea)
- Naarda albostigma Rothschild, 1915 (Nueva Guinea)
- Naarda alternata Tóth & Ronkay, 2015 (Indonesia, Filipinas, Tailandia)
- Naarda annulata Tóth & Ronkay, 2015 (China)
- Naarda ardeola Tóth & Ronkay, 2015 (Tailandia)
- Naarda ascensalis Swinhoe
- Naarda atrata Tóth & Ronkay, 2015 (Tailandia)
- Naarda atrirena (Hampson, 1912) (Sri Lanka)
- Naarda aurea Tóth & Ronkay, 2015 (Nepal)
- Naarda bankhomensis Tóth & Ronkay, 2015 (Vietnam)
- Naarda barlowi Holloway, 2008 (Borneo)
- Naarda bicolora Tóth & Ronkay, 2015 (Cambodia)
- Naarda bipunctata Tóth & Ronkay, 2015 (Tailandia)
- Naarda bisignata Walker, 1866 (Indonesia)
- Naarda blepharota (Strand, 1920) (Taiwan)
- Naarda caesia Tóth & Ronkay, 2015 (Sumatra)
- Naarda calliceros Turner, 1932 (Australia)
- Naarda calligrapha Tóth & Ronkay, 2015 (India, Burma e Indonesia)
- Naarda capreola Tóth & Ronkay, 2015 (Cambodia)
- Naarda cinerea Tóth & Ronkay, 2015 (Taiwan)
- Naarda cingulata Tóth & Ronkay, 2015 (Tailandia)
- Naarda clitodes D. S. Fletcher, 1961 (Uganda)
- Naarda coerulea Tóth & Ronkay, 2015 (Nepal, Vietnam)
- Naarda conifera Tóth & Ronkay, 2015 (Nepal)
- Naarda costicorna Tóth & Ronkay, 2015 (Filipinas)
- Naarda crassipes Tóth & Ronkay, 2015 (Tailandia)
- Naarda curiosipalpa Tóth & Ronkay, 2015 (Filipinas)
- Naarda dentata Tóth & Ronkay, 2015 (Nepal, China)
- Naarda digitata Tóth & Ronkay, 2015 (Taiwan)
- Naarda egrettoides Tóth & Ronkay, 2015 (Tailandia)
- Naarda felinopsis Tóth & Ronkay, 2015 (Vietnam)
- Naarda flavisignata Vari, 1962 (Sudáfrica)
- Naarda fuliginaria (Bethune-Baker, 1911) (Angola)
- Naarda fulvirena Tóth & Ronkay, 2015 (Nepal)
- Naarda fulvirenoides Tóth & Ronkay, 2015 (Tailandia)
- Naarda furcatella Tóth & Ronkay, 2015 (Cambodia, Sumatra, Tailandia)
- Naarda furcipalpa Tóth & Ronkay, 2015 (Brunei)
- Naarda fuscicosta (Hampson, 1891) (India)
- Naarda gigaloba Tóth & Ronkay, 2015 (Sri Lanka)
- Naarda glauculalis Hampson, 1893 (Sri Lanka)
- Naarda hallasana Tóth & Ronkay, 2015 (Korea)
- Naarda hastata Tóth & Ronkay, 2015 (Tailandia, Vietnam)
- Naarda hoenei Tóth & Ronkay, 2015 (China)
- Naarda huettleri Tóth & Ronkay, 2015 (Sri Lanka)
- Naarda icterica (D. S. Fletcher, 1961) (Uganda)
- Naarda imitata Tóth & Ronkay, 2015 (Cambodia)
- Naarda ineffectalis (Walker, [1859]) (Sri Lanka, Borneo)
- Naarda inouei Tóth & Ronkay, 2015 (Nepal, India)
- Naarda ivelona Viette, 1965 (Madagascar)
- Naarda jucundalis (Snellen, 1880) (Celebes)
- Naarda lancanga Deng & Han, 2011
- Naarda laoana Tóth & Ronkay, 2015 (Laos)
- Naarda laufellalis (Walker, 1859) (Borneo)
- Naarda leptovalva Tóth & Ronkay, 2015 (Nepal)
- Naarda leptosigna Tóth & Ronkay, 2015 (Sri Lanka)
- Naarda leptotypa Turner, 1932
- Naarda leucopis Hampson, 1902 (Sudáfrica)
- Naarda lingualis Tóth & Ronkay, 2015 (China)
- Naarda maculifera (Staudinger, 1892)
- Naarda magnifica Tóth & Ronkay, 2015 (Tailandia)
- Naarda marginata Holloway, 2008 (Borneo)
- Naarda melanomma Hampson, 1902 (Sudáfrica)
- Naarda melinau Holloway, 2008 (Borneo)
- Naarda melistigma  Tóth & Ronkay, 2015 (Taiwan)
- Naarda mirabilis Tóth & Ronkay, 2015 (Vietnam)
- Naarda molybdota (Hampson, 1912) (India)
- Naarda muluensis Holloway, 2008 (Borneo)
- Naarda murina Tóth & Ronkay, 2015 (Tailandia)
- Naarda nepalensis Tóth & Ronkay, 2015 (Nepal)
- Naarda nigripalpis Hampson, 1916 (Somalia)
- Naarda nigrissima Tóth & Ronkay, 2015 (Cambodia, Tailandia y Taiwan)
- Naarda nodariodes Prout, 1928 (Borneo)
- Naarda notata Hampson, 1891
- Naarda numismata Tóth & Ronkay, 2015 (India)
- Naarda nymphoida Tóth & Ronkay, 2015 (Vietnam)
- Naarda ochreistigma Hampson, 1893
- Naarda ochronota Wileman, 1915 (Taiwan)
- Naarda octogesima Tóth & Ronkay, 2015 (Tailandia)
- Naarda palawana Tóth & Ronkay, 2015 (Filipinas)
- Naarda pallida Tóth & Ronkay, 2015 (Indonesia)
- Naarda pectinata Sugi, 1982 (Japan)
- Naarda penicula Tóth & Ronkay, 2015 (China)
- Naarda picata Tóth & Ronkay, 2015 (Taiwan)
- Naarda plenirena de Joannis, 1929 (Vietnam)
- Naarda plumbea Tóth & Ronkay, 2015 (Nepal)
- Naarda pocstamasi Tóth & Ronkay, 2015 (Vietnam)
- Naarda postpallida de Joannis, 1929 (Vietnam)
- Naarda punctirena (Sugi, 1982)
- Naarda purpurea Tóth & Ronkay, 2015 (Laos)
- Naarda purpurisigna (Holloway, 2008)
- Naarda secreta Tóth & Ronkay, 2015 (Taiwan)
- Naarda serra Holloway, 2008 (Borneo)
- Naarda sonibacsi Tóth & Ronkay, 2015 (Nepal)
- Naarda spinivesica Tóth & Ronkay, 2015 (Taiwan)
- Naarda sumatrana Tóth & Ronkay, 2015
- Naarda submuluensis Holloway, 2008 (Borneo)
- Naarda symethusalis (Walker, 1859)
- Naarda tandoana (Bethune-Baker, 1911) (Angola)
- Naarda tenuifascia Tóth & Ronkay, 2015 (Vietnam)
- Naarda tetramacula Tóth & Ronkay, 2015 (Sumatra)
- Naarda truncata Tóth & Ronkay, 2015 (Filipinas)
- Naarda umbria Hampson, 1902 (Sri Lanka)
- Naarda unipunctata Bethune-Baker, 1911 (Nigeria)
- Naarda uthanti Tóth & Ronkay, 2015 (Burma)
- Naarda variegata Tóth & Ronkay, 2015 (Taiwan)
- Naarda vicina Tóth & Ronkay, 2015 (Filipinas)
- Naarda xanthonephra Turner, 1908 (Australia)
- Naarda xanthopis Hampson (Sudáfrica)[25]

## Lectura adicional
- Tóth, Balázs; Ronkay, László (3 de abril de 2014). «Revision of the Palaearctic and Oriental species of the genus Naarda Walker (Lepidoptera: Erebidae, Hypeninae). Part 1. Taxonomic notes and description of 28 new species from eastern and southeastern Asia». Oriental Insects 48 (1–2): 1-49. doi:10.1080/00305316.2014.959790.
- Tóth, B.; Ronkay, L. (2015). «Revision of the Palaearctic and Oriental species of the genus Naarda (Lepidoptera: Erebidae, Hypeninae). Part 2. Description of ten new species from Asia». Acta Zoologica Academiae Scientiarum Hungaricae 61 (1): 3-23. doi:10.17109/AZH.61.1.3.2015.
- Tóth, Balázs; Ronkay, Laslo (15 de junio de 2014). «Revision of the Palaearctic and Oriental species of the genus Naarda Walker, 1866 (Lepidoptera, Erebidae, Hypeninae). Part 3. Description of three new species from Asia». Nota Lepidopterologica 37 (1): 9-18. doi:10.3897/nl.37.7957.
- Tóth, Balázs; Ronkay, László (June 2015). «Revision of the Palaearctic and Oriental species of Naarda Walker (Lepidoptera: Erebidae, Hypeninae). Part 4. Description of nine new species». Journal of Asia-Pacific Entomology 18 (2): 253-262. doi:10.1016/j.aspen.2015.02.001.
- Tóth, Balázs; Ronkay, László (27 de febrero de 2015). «Revision of the Palaearctic and Oriental species of the genus Naarda Walker, 1866 (Lepidoptera: Erebidae, Hypeninae). Part 5. Description of 13 new species from Asia». Zootaxa 3925 (2): 179-201. PMID 25781738. doi:10.11646/zootaxa.3925.2.2.

- Datos: Q6956617
- Multimedia: Naarda / Q6956617
- Especies: Naarda